# Hungero de Utrecht
Hungero (Frisia, c. 800 - Abadía de Prüm, 22 de diciembre de 866), también conocido como Hungerus Frisus, fue obispo de Utrecht (854-866).
Después de la muerte de su predecesor Luidgero, al sobrino de este, Craft, le ofrecieron la vacante. Sin embargo, Craft, una persona muy rica, se negó porque temía que atrajera a incursiones vikingas. En cambio, el Hungero fue nombrado. Al principio, sus relaciones con los vikingos eran pacíficas, especialmente con el príncipe vikingo Rörik de Dorestad, finalmente Utrecht fue amenazada por los vikingos, el obispo y todo el clero de Utrecht huyeron a la abadía de Sint Odiliënberg, cerca de Roermond. En 858, Lotario II de Lotaringia puso a disposición un monasterio para ellos. Más tarde, el obispo se estableció en la Abadía de Prüm y luego en Deventer.
Hungero parece haber sido un hombre piadoso que, a diferencia de sus predecesores, no se involucró en el nepotismo. En el caso del matrimonio sin hijos entre Lotario II y su esposa Teutberga, él defendió la santidad de su matrimonio por motivos bíblicos y teológicos, pero para asegurar su sucesión, Lotario II repudió a su esposa y se casó con Waldrada, con quien tuvo un hijo.
Hungero murió el 22 de diciembre de 866 en la Abadía de Prüm en Eifel. Más tarde fue canonizado, y su día de conmemoración es el 22 de diciembre.
- Datos: Q363860